# ترسپادرنه
ترسپادرنه (به اسپانیایی: Trespaderne) یک شهرستان در اسپانیا ، که در استان بورگس واقع شده‌است.

## خصوصیات
ترسپادرنه ۳۶ کیلومترمربع مساحت و ۱٬۰۴۹ نفر جمعیت دارد و ۵۵۱ متر بالاتر از سطح دریا واقع شده‌است.